# Діри-вбивці

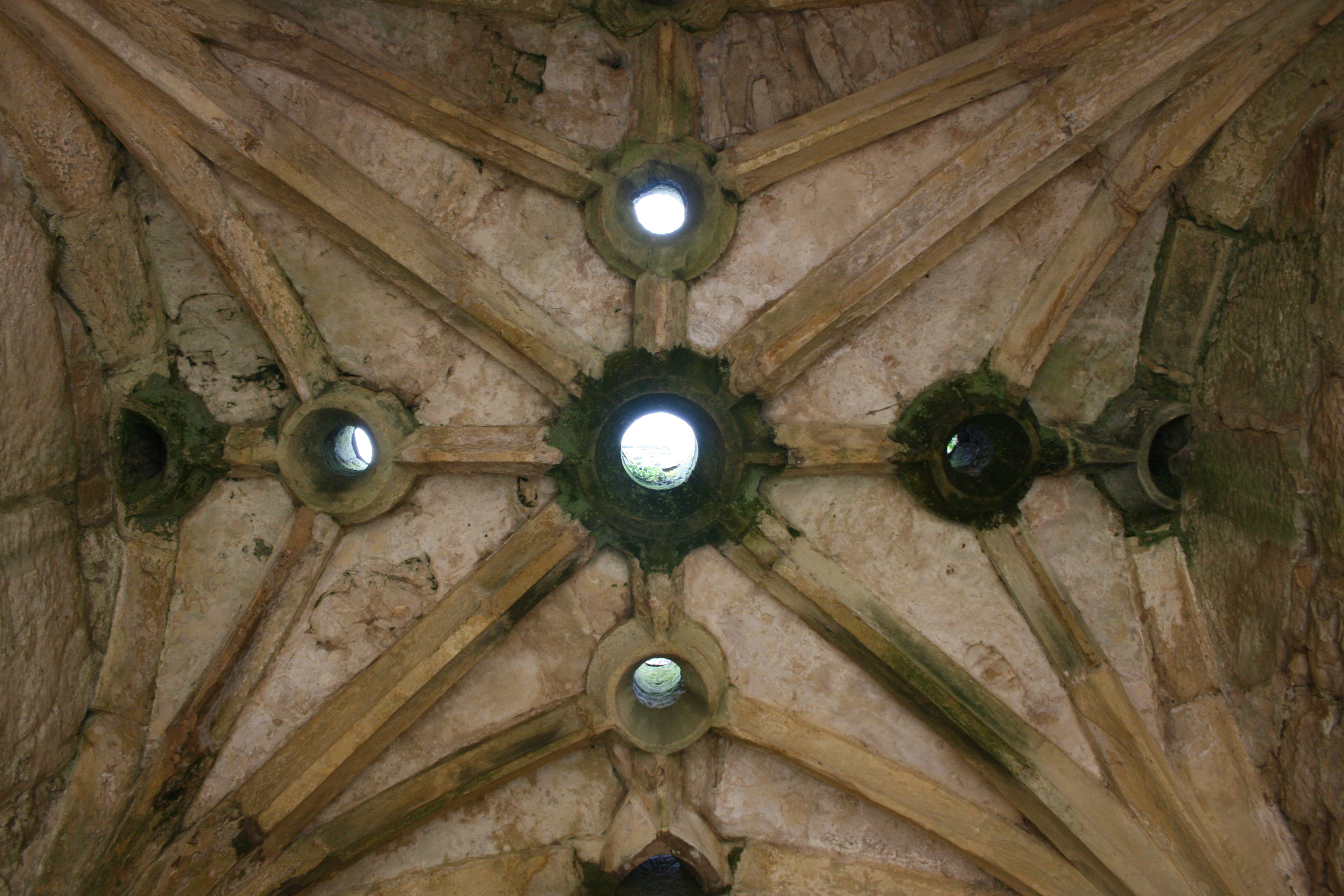
Діри-вбивці у замку Бодіам

«Діри-вбивці» — елемент середньовічної фортифікації.

## Захист фортеці
Являли собою отвори в стелях і склепіннях проїздів фортець і замків, через які захисники фортеці, що перебували в приміщенні над воротами, вражали проїзд супротивника за допомогою важких предметів каміння, стріл, киплячих рідин (окропу, смоли), розпеченого піску, негашеного вапна тощо. У цьому світлі «дірки-вбивці» мають певну тактичну схожість із машикулями. Цікаво, що поширене в популярній літературі думку про застосування киплячої олії історично не задокументовано. Також «дірки-вбивці» могли використовуватися для гасіння пожеж, що виникали внаслідок спроб підпалити ворота.

## Розміри та конфігурація «дірок-вбивць»
Розміри та конфігурація «дірок-вбивць» істотно варіюються. Приміром, у замку Бодіам (Велика Британія) вони являють собою отвори в розетці і нервюрах склепіння, у той час, як у вежі Серрано фортеці Валенсія (Іспанія) над воротним проїздом передбачено досить великий простір з парапетом, відкритий всередину другого поверху воріт.

## «Дірки-вбивці» в епоху Середньовіччя
«Дірки-вбивці» були широко поширені в західно-європейської фортифікації епохи Високого і Пізнього Середньовіччя, а також Ренесансу. Іноді за такі «дірки» приймають отвори, призначені для ланцюгів підйомних механізмів ворітних решіток, колись розташованих над ворітною аркою, але згодом демонтованих.